# ناحیه چائونان
چاونان (به لاتین: Chaonan District) یک سکونتگاه مسکونی در جمهوری خلق چین است که در شانتو واقع شده‌است.